# Emi Wada
Emi Wada  (和田 惠美?), alla nascita Noguchi Emiko (Kyoto, 18 marzo 1937 – 13 novembre 2021) è stata una costumista giapponese, premio Oscar ai migliori costumi nel 1986 col film Ran.
È stata sposata dal 1957 al 2011 col regista Ben Wada, fino alla morte di quest'ultimo, dal quale ha preso il cognome.

## Filmografia parziale
- Ran, regia di Akira Kurosawa (1985)
- Sogni, regia di Akira Kurosawa (1990)
- 8 donne e ½ (8½ Women), regia di Peter Greenaway (1999)
- Tabù - Gohatto, regia di Nagisa Ōshima (1999)
- Hero, regia di Zhang Yimou (2002)
- La foresta dei pugnali volanti (Shi mian mai fu), regia di Zhang Yimou (2004)
- Mongol, regia di Sergej Vladimirovič Bodrov (2007)

## Premi
- 1983: Emmy Awards, per Oedipus rex
- 1986: Oscar ai migliori costumi, col film Ran